# دون بانوز
دون بانوز (بالإنجليزية: Don Panoz)‏‏ (13 فبراير 1935 - 11 سبتمبر 2018) هو رائد أعمال أمريكي، فقد أسس العديد من شركات الأدوية.